# Prva Liga (glazbeni sastav)
Prva Liga je hrvatski glazbeni sastav iz Osijeka.

## Povijest
Ova glazbena grupa, pod imenom Prva Liga djeluje od 2006. godine. Prije toga, naziv grupe je bio Starfish, a još prije toga O.K. Club.
Nakon izdanja svog prvog albuma Napokon poznatog po pjesmama "Žigolo", "Zauvijek mlad", "Ja imam soul", "Sitne laži", sastav u suradnji s autorom glazbe Aleksandrom Homokyom, autorom teksta Nedom Zubanom, te autorom aranžmana Željkom Nikolinom 2005. godine snima pjesmu "Bisernicom dirnut ću ti dušu". Tom istom pjesmom predstavljaju se na festivalu Zlatne žice Slavonije u Požegi 2005., gdje su osvojili treću nagradu.
Nakon treće nagrade na Zlatnim žicama Slavonije, Starfish piše pjesmu "Jedan život malo je", koju predstavlja 2006., dakle poslije promijene imena u Prva Liga.
Mnogi poznati hrvatski pjevači, poput Krunoslava Kiće Slabinca, Miroslava Škore, Željka Nikolina, Ivice Murata i mnogih drugih su se, kao suradnici li članovi pojavljivali u ovome sastavu.

## Vanjske poveznice
Službena web-stranica Prve Lige  Arhivirana inačica izvorne stranice od 17. veljače 2015. (Wayback Machine)